# 울리세 알드로반디

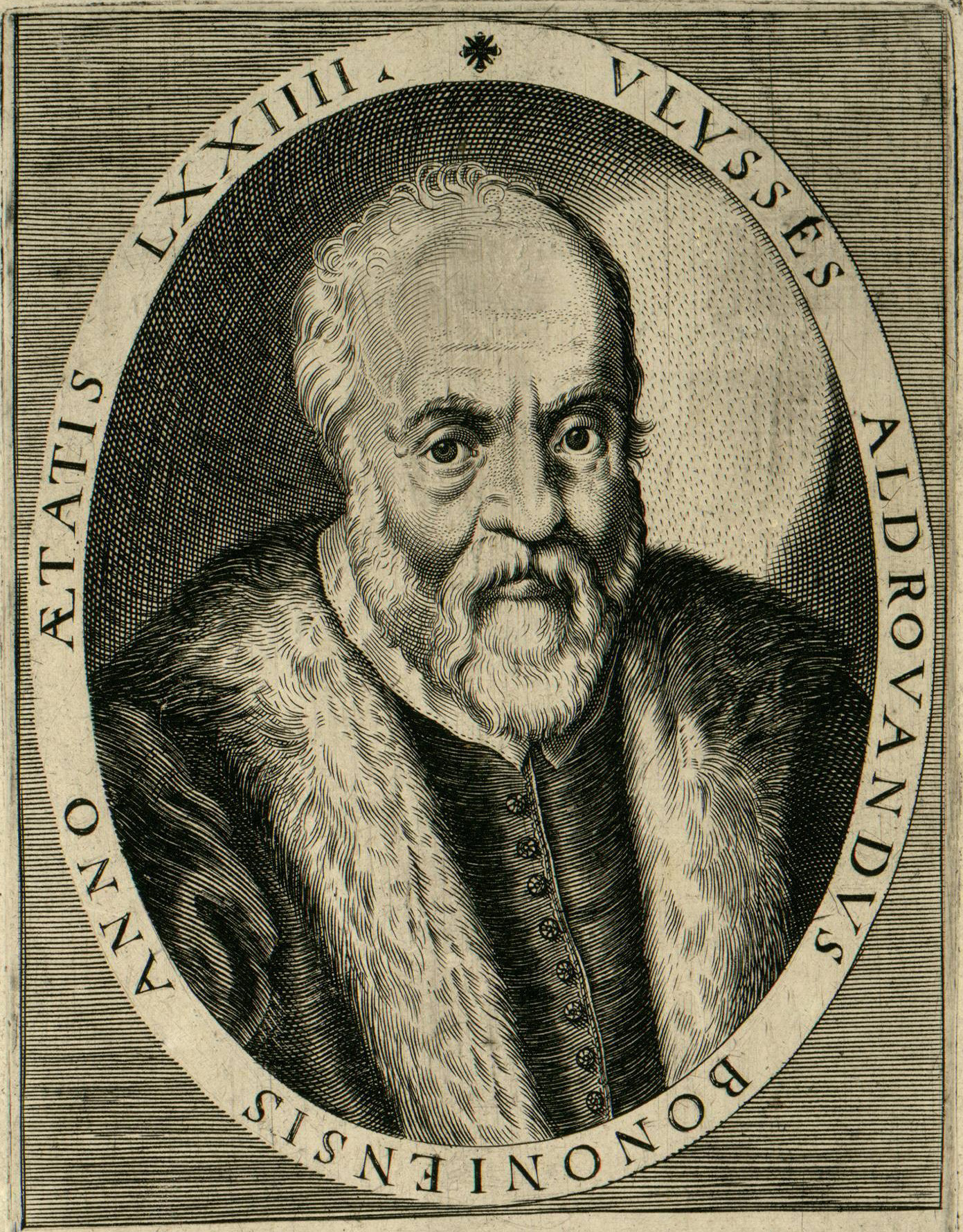

울리세 알드로반디(Ulisse Aldrovandi 1522년 9월 11일 – 1605년 5월 4일)는 유럽 최초의 식물원 중 하나인 볼로냐의 식물원을 이끈 이탈리아의 자연주의자 및 곤충학자였다. Carl Linnaeus와 comte de Buffon은 그를 자연사 연구의 아버지라고 생각했다. 그는 일반적으로 특히 라틴어로 된 오래된 과학 문헌에서 알드로반두스(Aldrovandus)라고 불린다. 이탈리아어로 그의 이름인 알드로반디(Aldrovandi)는 알드로반디((Aldroandi)와 동일하게 다루어진다.

## 저술
매미 전문가로도 잘 알려진 울리세 알드로반디(Ulisse Aldrovandi)의 저술 'De Animalibus Insectis Libri Septem'(Aldovandi, 1602년 출간)가 있다.

## 같이 보기
- 찰스 발렌타인 라일리